# 1838
Cette page concerne l'année 1838 (MDCCCXXXVIII en chiffres romains) du calendrier grégorien.
L'année 1838 est une année commune qui commence un lundi.

## Événements

### Afrique
- 17 février : Antoine d'Abbadie d'Arrast débarque à Massaoua avec son frère Arnauld. Ils explorent et cartographient l'Éthiopie (fin en 1848)[1].

- 6 - 17 février : ayant échoué à obtenir par la ruse des terres appartenant au chef zoulou Dingaan, le Boer Piet Retief est exécuté[2]. Dingaan fait massacrer près de 360 Boers.

- 15 octobre : Méhémet Ali visite le Soudan (fin le 14 mars 1839)[3] où il est accueilli par le gouverneur militaire Abu Widan (1838-1843), qui a procédé à une refonte administrative de la province.

- 3 novembre : départ de Gorée de l’expédition de la canonnière La Malouine, en mission d’exploration entre les îles de Los et le Cap Lopez, pour étudier les possibilités commerciales entre le Sénégal et le Gabon[4]. Le Français Bouet-Willaumez occupe Assinie et Grand-Bassam sur la côte des Mâles-Gens (Côte d'Ivoire). Il signe avec les chefs locaux un pacte qui les placent sous l’autorité de Louis-Philippe Ier, à qui ils cèdent leurs terres (1843). En échange, la France les soutient militairement dans leur conflit avec les Ebrié.

- 6 novembre : réforme des prazos au Mozambique (ordonnances de 1838, de novembre et décembre 1841 et du 22 décembre 1854)[5]. Les prazeros deviennent des représentants officiels du gouvernement de Lisbonne, avec le grade de capitaines de forteresse, des décorations et des titres honorifiques. Le système persiste, avec ses abus, jusqu’à la fin du siècle.

- 4 décembre : les Britanniques occupent Port-Natal jusqu’à la veille de Noël 1839[6].

- 16 décembre : les Boers sous la conduite de leur chef Andries Pretorius défont les Zoulous à la bataille de Blood River dans le Natal[2]. Le Royaume zoulou devient protectorat boer. La puissance zoulou semble détruite. Mpande, demi-frère et successeur de Dingaan en 1840, n’ose pas faire la guerre.

- Mzilikazi fonde le royaume du Matabélé (fin de règne en 1868)[7]. Il installe d’abord sa capitale à Gibixhegu, puis après avoir massacré ses principaux indumas (lieutenants) pour trahison, à Inyati (en). Le système militaire et administratif du nouvel État emprunte ses caractéristiques à celui des Zoulou.

- Expédition de Francisco José Coimbra de Mozambique à Benguela (1838-1848)[8].

- Occupation du fort éthiopien de Métemma par les Égyptiens, qui lancent des raids en Éthiopie depuis Gallabat[9]. Il profanent les églises. La population de Gondar est effrayée.

- Thomas Hutton, commandant mulâtre de Gold Coast, s’installe à Ouidah pour faire le commerce d’huile de palme[10].

### Amérique
- 12 - 13 janvier : combat naval d’Islay entre le Pérou et le Chili[11].
- 26 janvier : le Tennessee adopte la première loi de prohibition contre l’alcool aux États-Unis[12].

- 10 mars et 16 juillet : les Pays-Bas renouvellent le traité de pays de 1769 avec les Matawai du Suriname[13].
- 28 mars : la flotte française du contre-amiral Leblanc fait le blocus de Buenos Aires[14].
- 30 avril : le Nicaragua déclare son indépendance vis-à-vis des Provinces unies d'Amérique centrale[15].

- 26 mai : des planteurs du Sud des États-Unis, sous l’égide d’Andrew Jackson, obtiennent légalement le déplacement de 17 000 Cherokees. Envoyés à pied de Géorgie en Oklahoma durant l’hiver, quatre mille d’entre eux périssent : ce déplacement est connu sous le nom de « piste des Larmes »[16].
- 15 juin, guerre civile uruguayenne : les colorados remportent une victoire décisive sur les forces gouvernementales à Palmar[17].
- 24 octobre : le président Oribe est renversé en Uruguay et se réfugie à Buenos Aires. Rivera, chef des colorados (libéraux) prend le pouvoir au détriment des blancos (conservateurs) avec l'aide de la France. Avec le soutien de l’Argentine de Rosas, Oribe entreprend la Guerra Grande (1839-1851)[18].

- 5 novembre : le Honduras quitte la Fédération. Début de la guerre civile en Amérique centrale[15].
- 7 et 9 novembre : batailles de Lacolle et d’Odelltown. Fin de la rébellion des Patriotes[19].

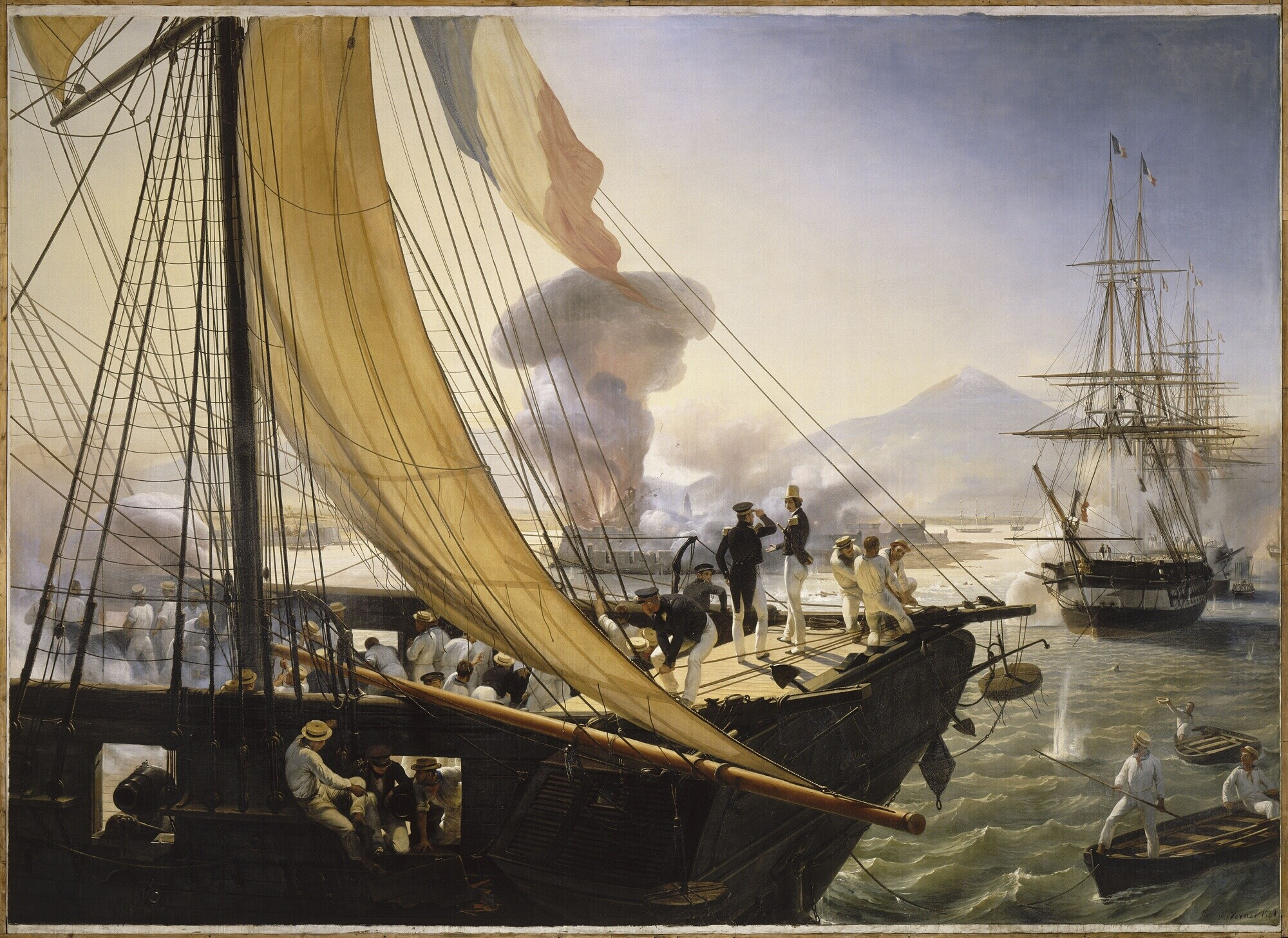
27 novembre : bombardement de San Juan de Ulúa.

- 27 novembre - 5 décembre : bataille de San Juan de Ulúa. Guerre des Pâtisseries entre la France et le Mexique[20].

- 13 décembre, Brésil : soulèvement Balaiada au Maranhão écrasé par le duc de Caxias (1841)[21].
- 3 décembre : naufrage de la frégate française Herminie aux Bermudes[22].

### Asie et Océanie
- 24 mars, Empire ottoman : création du Conseil de la Sublime Porte (Dâr-i churayï Bâb-i 'âlî), chargé d’examiner les propositions de lois[23]. Il est destiné à accroître l’efficacité de l’appareil gouvernemental : les services financiers sont regroupés, les ministères des Affaires étrangères et du Commerce et un Conseil des travaux publics sont créés.
- 10 juin, Australie : massacre d’Aborigènes par des colons à Myall Creek, un domaine pastoral de Nouvelle-Galles du Sud[24]. Pour la première fois, les meurtriers sont arrêtés, jugés et pendus sur ordre de la couronne. Ce jugement, qui scandalise les colons, reste l’exception et les exactions continuent.
- 20 juin : la multiplication des guerres sanglantes avec les Maoris décide le Royaume-Uni à organiser la colonisation de la Nouvelle-Zélande[25].
- 26 juin : signature d’un traité tripartite entre Ranjit Singh, qui contrôle le Cachemire, Shah Shuja et le représentant de la Compagnie anglaise des Indes orientales. Son objet est de restaurer Shah Shuja, l’héritier du trône afghan, et de contrer l’influence croissante des Perses et des Russes dans la région[26].
- 5 juillet : les Druzes révoltés occupent Safed et mettent le quartier juif à sac[27]. Ils s’enfuient à l’arrivée des troupes égyptiennes d’Ibrahim Pacha.
- 6 juillet : quelques milliers de chrétiens maronites armés par les Égyptiens, repoussent des tribus druzes, soutenues par les Ottomans, les Britanniques et les Russes[28]. Début du conflit entre chrétiens et Druzes au Liban.
- 17 juillet : soumission des chefs druzes. Fin de la révolte du Hauran contre l’Égypte[29].
- 19 juillet, Chine : un décret impérial condamne à mort toute personne impliquée dans la production, le transport, la vente ou la consommation d’opium[30]. Quarante mille caisses d’opium[31] (57 % des importations chinoises) sont débarquées clandestinement par les Britanniques.
- 16 août : traité de commerce entre le Royaume-Uni et la Porte, qui prévoit la suppression des privilèges commerciaux dans tout l’empire[32]. Un traité analogue est signé quelques semaines plus tard avec la France.
- 1er octobre : rupture des relations entre Dost Mohammad Khan et les Britanniques qui déclarent la guerre à l’Afghanistan[26]. Craignant de voir s’élargir la sphère d’influence russe jusqu’aux frontières de l’Inde, le Royaume-Uni exige l’expulsion d’un représentant russe à Kaboul. En avril 1839, des forces britannico-indiennes envahissent l’Afghanistan, ce qui déclenche la première guerre anglo-afghane (fin en 1842).
- 30 novembre : L'île Pitcairn devient une colonie britannique[33]. Les femmes de Pitcairn sont les premières au monde à obtenir et à conserver le droit de vote[34].

### Europe
- 13 mars : massacre du Rossio lors d'une révolte populaire à Lisbonne[35].

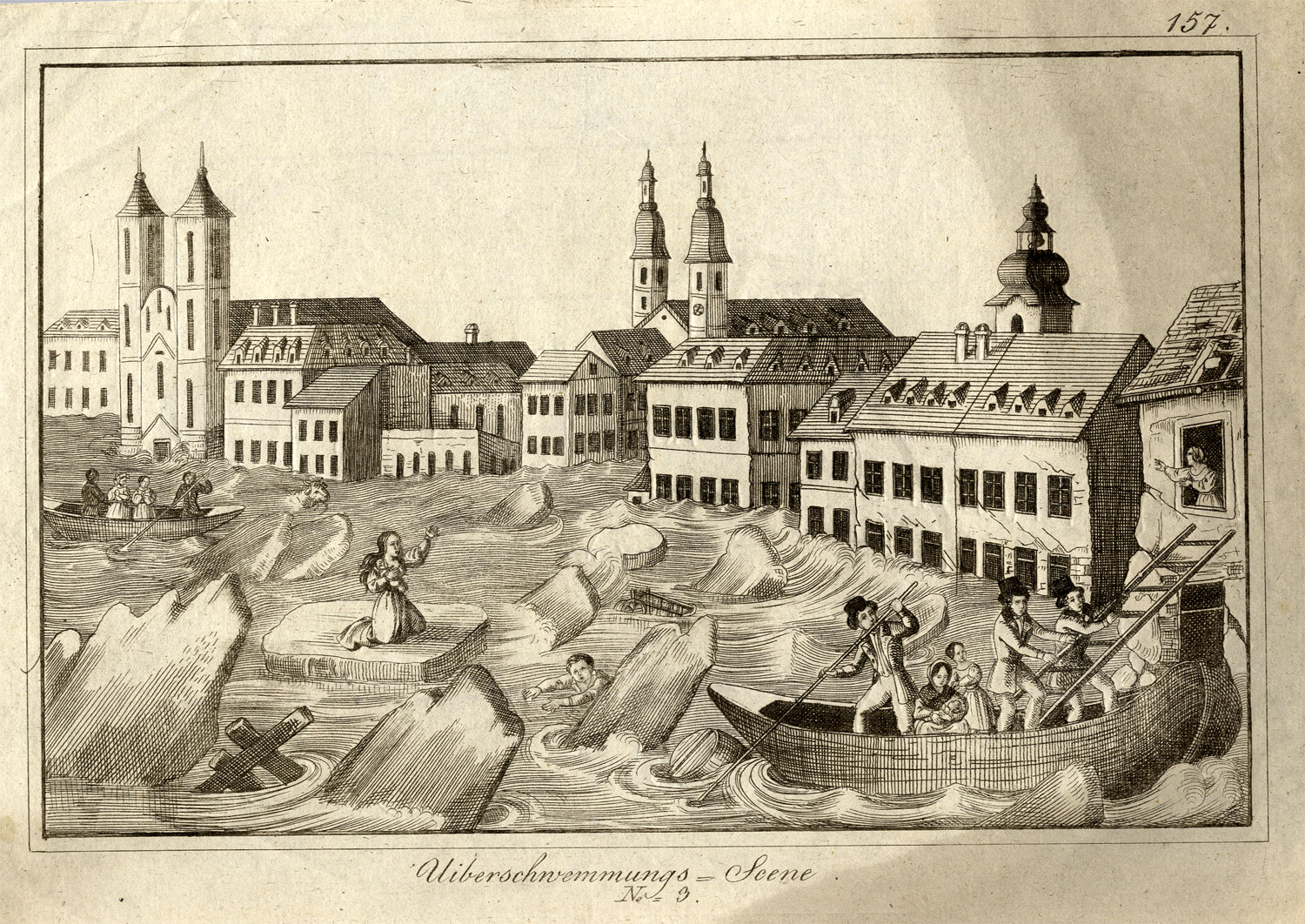
13-18 mars : inondation à Pest

- 13-18 mars : inondations catastrophiques à Pest[36].
- 14 mars : le roi Guillaume II des Pays-Bas accepte le traité des 24 articles du 15 octobre 1831 concernant l’indépendance de la Belgique[37].

- 4 avril, Portugal : la reine Marie II de Portugal signe une constitution libérale élaborée les Cortès constituantes, sur un fond de tentatives de coups d’État[38]. C’est un texte de compromis, imposé aux Cortès par Sà da Bandeira (1795-1876), qui maintient la séparation des pouvoirs, supprime le pouvoir « modérateur » du roi, établit le bicaméralisme et le droit de veto absolu du roi. Des mesures sont prises au Portugal pour permettre à tous l’achat des biens des ordres religieux supprimés en 1834, pour rendre l’enseignement primaire gratuit et pour promouvoir l’enseignement de la médecine et des sciences.

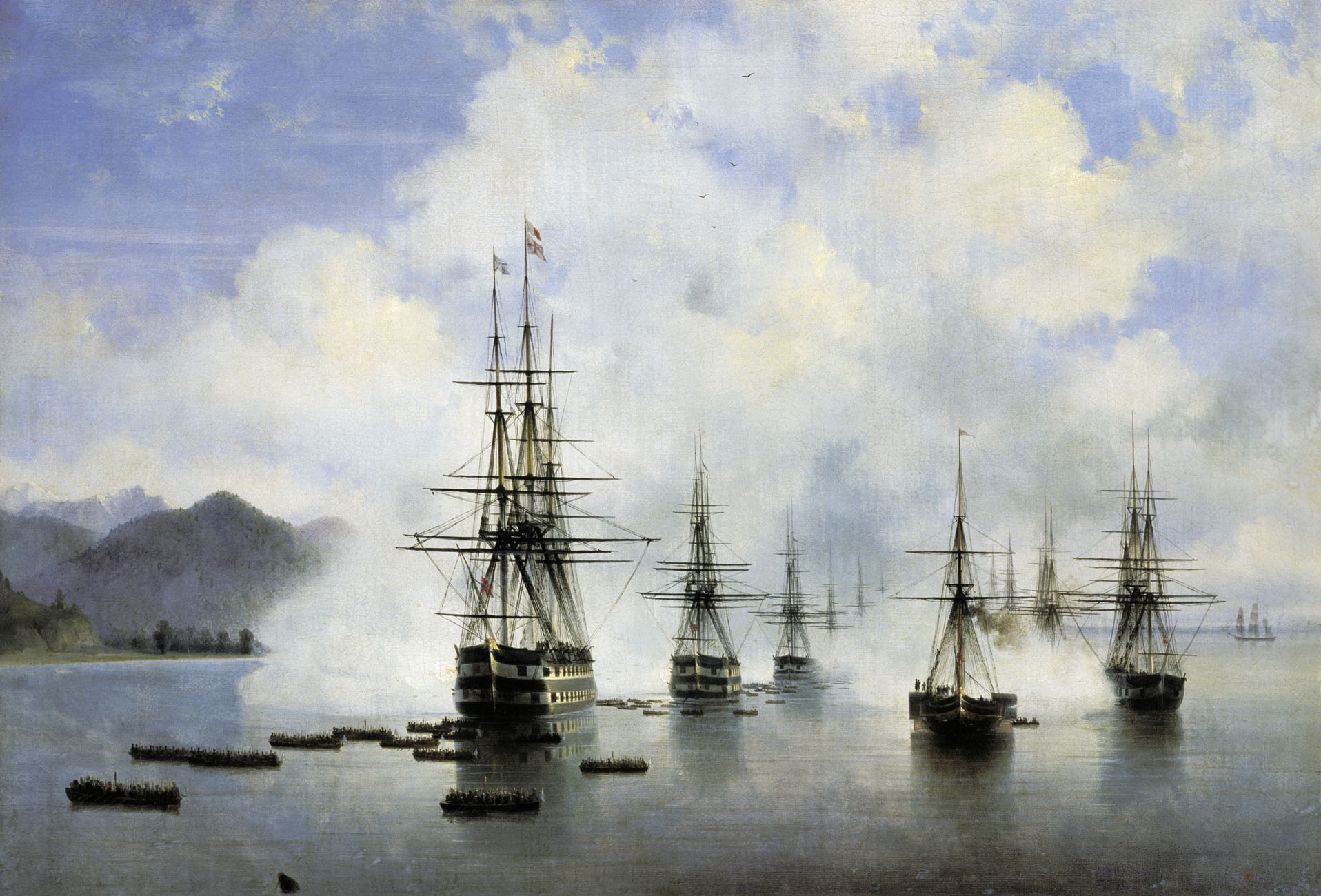
Peinture marine d’Ivan Aïvazovski (peinte en 1839) représentant le débarquement des forces russes sur la côte de Sotchi en 1838

- 3 mai (21 avril du calendrier julien) : les autorités russes installent un fort militaire à l'embouchure du  fleuve Sotchi, le fort Alexandria, rebaptisé Sotchi en 1896[39].

- 8 mai : la Charte du Peuple est publiée au Royaume-Uni [40].
- 19 mai, Royaume-Uni : publication dans le Birmingham Journal d’une pétition qui reprend les six points du programme des chartistes de 1837. Elle obtient 1 250 000 signatures[41].

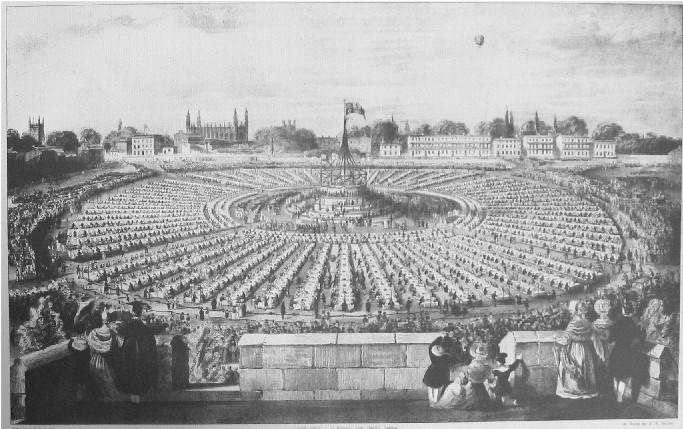
Fêtes du couronnement de la reine Victoria le 28 juin 1838

- 28 juin : couronnement de la reine Victoria du Royaume-Uni[42].

- 30 juillet : en Allemagne, la Convention de Dresde (de) permet de réaliser l'unité monétaire du pays (mark dit « de Cologne »)[43]. Les États du Zollverein se dotent d’une monnaie commune, le thaler prussien.
- 31 juillet : Loi sur les pauvres en Irlande (Act for the more Effectual Relief of the Destitute Poor In Ireland)[44].
- Juillet : Thomas F. Buxton fonde l’African Civilization Society, suivie par Joseph Sturge (en) avec la British and Foreign Anti-Slavery Society en avril 1839[45]. Ils relancent la campagne antiesclavagiste au Royaume-Uni. Création de l’Anti-Slavery Association (1838-1839).

- 10 septembre, Royaume-Uni : Richard Cobden fonde l'association pour la suppression des lois sur le blé[46].

- 25 octobre, Italie : évacuation d’Ancône par les Français[47]. les troupes françaises et autrichiennes quittent respectivement Ancône et Bologne, dans les États pontificaux, occupées depuis 1831. Fin de la crise d'Italie.
- 11 décembre : la Conférence de Londres conclut l’accord définitif sur l’indépendance et la neutralité de la Belgique, qui sera complété par le traité du 19 avril 1839[48].

- Création par des boyards libéraux et des bourgeois de Moldavie et de Valachie de sociétés secrètes comme la « Fratsia » (Fraternité) de Bucarest[49] (1843).
- Samuel Cunard fonde à Liverpool la première compagnie de navigation à vapeur, la Cunard Steamship Company[50].

## Naissances en 1838
- 3 janvier : Joseph Dupont, violoniste, chef d'orchestre et directeur de théâtre belge († 21 décembre 1899).
- 6 janvier : Max Bruch, compositeur allemand († 2 octobre 1920).
- 10 janvier : Louis-Alexandre Bouché, peintre français († 2 mars 1911).
- 22 janvier : Léonide Bourges, peintre française († 1909).
- 23 janvier : Guido Carmignani, peintre italien († 8 mars 1909).

- 6 février : Henry Irving, acteur de théâtre anglais († 13 octobre 1905).
- 9 février : Ferdinand de Dartein, ingénieur des ponts et chaussées et architecte français, également dessinateur, peintre, graveur et historien de l'art († 19 février 1912).
- 14 février : Valentine Cameron Prinsep, peintre anglais († 4 novembre 1904).
- 18 février : Ernst Mach, physicien et philosophe autrichien († 19 février 1916).
- 26 février : Auguste de La Brély, peintre français († 20 avril 1906).
- 28 février : Thiodolf Rein, philosophe universitaire et homme politique finlandais († 18 novembre 1919).

- 4 mars : Paul Lacôme, compositeur et critique musical français († 12 décembre 1920).
- 9 mars : Émilien Mulot-Durivage, peintre paysagiste impressionniste français († 11 septembre 1920).
- 15 mars : Alessandro Franchi, peintre italien († 29 avril 1914).
- 20 mars : Ferdinand Zirkel, géologue et pétrologue allemand († 12 juin 1912).
- 23 mars : Jean Michel Prosper Guérin, peintre français († 28 septembre 1917).
- 27 mars : Karl Davidov, violoncelliste russe († 10 mars 1889).
- 28 mars : Jean-Paul Laurens, sculpteur et peintre français († 23 mars 1921).
- 31 mars : Léon Dierx, poète parnassien et peintre français († 11 juin 1912).

- 3 avril :
  - René de Boisdeffre, compositeur français († 25 novembre 1906).
  - Arthur Rickhard Ramsay, militaire finlandais († 22 décembre 1915).
- 7 avril : Ferdinand Thieriot, violoncelliste et compositeur allemand († 31 juillet 1919).
- 16 avril :
  - Ernest Solvay, chimiste et industriel belge († 26 mai 1922).
  - Sándor Wagner, peintre hongrois († 19 janvier 1919).
- 19 avril :
  - August Allebé, peintre et lithographe néerlandais († 10 janvier 1927).
  - « El Gordito » (Antonio Carmona y Luque), matador espagnol († 30 octobre 1920).
- 21 avril : John Muir, naturaliste et écrivain américain († 24 décembre 1914).
- 23 avril : Alfred Verwée, peintre belge († 14 septembre 1895).

- 15 mai :
  - Ulysse Butin, peintre français († 9 décembre 1883).
  - Nicolae Grigorescu, peintre roumain († 24 juillet 1907).
- 16 mai : Francesco Lojacono, peintre paysagiste italien († 28 février 1915).
- 22 mai : Pierre Pignolat,  peintre suisse d'origine française († 12 mars 1913).
- 26 mai : Charles Castellani, peintre et auteur dramatique naturalisé français († 1er décembre 1913).
- 29 mai : Hector Salomon, compositeur français († 28 mars 1906).

- 5 juin : Marià Fortuny, peintre catalan († 21 novembre 1874).
- 9 juin : Heinrich Ludwig Philippi, peintre allemand († 16 septembre 1874).
- 13 juin : Eduard Gebhardt, peintre allemand, professeur de l'Académie des beaux-arts de Düsseldorf († 3 février 1925).
- 23 juin : Georges de Dramard, peintre français († janvier 1900).
- 28 juin :
  - Cícero Dantas Martins, grand propriétaire terrien et homme politique brésilien († 27 octobre 1903).
  - Jan Matejko, peintre polonais († 1er novembre 1893).
- 29 juin :
  - Étienne-Prosper Berne-Bellecour, peintre, graveur et illustrateur français († 29 novembre 1910).
  - Chalumeau (Jean Louis Raymond Pelez de Cordova d'Aguilar), peintre et dessinateur français († 30 août 1894).

- 1er juillet : Robert Beyschlag, peintre allemand († 5 décembre 1903).
- 30 juillet : Eugen Richter, homme politique et journaliste libéral allemand († 10 mars 1906).

- 3 août :
  - Giovanni Alfazio, préfet et homme politique italien († 2 février 1913).
  - Frederic Clay, compositeur anglais († 24 novembre 1889).

- 2 septembre : Liliʻuokalani, reine du royaume d'Hawaï († 11 novembre 1917).
- 18 septembre : Anton Mauve, peintre néerlandais († 5 février 1888).
- 22 septembre : Carl Jutz, peintre allemand († 31 août 1916).
- 26 septembre : Toyohara Chikanobu, peintre, dessinateur d'ukiyo-e japonais († 29 septembre 1912).
- 27 septembre : Alphonse-Alexis Morlot, peintre et lithographe français († 13 novembre 1918).

- 1er octobre : Léon Germain Pelouse, peintre paysagiste français de l'École de Barbizon († 31 juillet 1891).
- 6 octobre : Giuseppe Cesare Abba, écrivain italien († 6 novembre 1910).
- 7 octobre : Léon de Bruyn, homme politique belge († 17 octobre 1908).
- 8 octobre : Adolphe Lalauze, graveur, illustrateur et peintre français († 18 octobre 1906).
- 19 octobre : Paul-Alfred Colin, peintre et enseignant français († 17 juin 1916).
- 25 octobre : Georges Bizet, compositeur français († 3 juin 1875).
- 29 octobre : Justin J. Gabriel, graveur et peintre français († octobre 1923).
- 30 octobre : Gustave Ducoudray, historien et pédagogue français († 12 septembre 1906).
- 24 novembre : Jacques-François Abbadie, magistrat et écrivain français († 27 février 1912).

- 26 novembre : Pierre Prins, peintre, graveur et sculpteur français († 21 janvier 1913).
- 28 novembre : Marie-Anne Leroudier, brodeuse française († 28 avril 1908).
- 29 novembre : Giovanni Losi, prêtre et missionnaire combonien italien († 27 décembre 1882).

- 7 décembre : Médéric Lanctôt, avocat, journaliste et  homme politique canadien († 30 juillet 1877).
- 9 décembre : Auguste Moreau-Deschanvres, peintre français († 5 février 1913).
- 13 décembre : Alexis de Castillon, compositeur français († 5 mars 1873).
- 19 décembre : Khendrup Gyatso, onzième dalaï-lama († 31 janvier 1856).
- 22 décembre : José Gonçalves da Silva, propriétaire terrien et homme politique brésilien († 15 août 1911).
- 29 décembre : Raffaello Sernesi, peintre italien († 11 août 1866).
- 30 décembre : Émile Loubet, président de la république française († 20 décembre 1929).

- Date inconnue :
  - Manuel Cáceres, militaire et homme politique dominicain († 17 septembre 1878).
  - Aléxandros Karatheodorís, homme d'État ottoman d'origine grecque († 1906).
  - Enrico Pestellini, peintre italien († 30 septembre 1916).
  - Warda al-Yaziji, pionnière en poésie féminine et sur les droits des femmes († 1924).

## Décès en 1838
- 2 janvier : Karl August Senff, peintre, graveur et professeur germano-balte (° 12 mars 1770).
- 5 janvier : Maria Cosway, peintre et graveuse italo-anglaise (° 11 juin 1760).
- 13 janvier : Ferdinand Ries, compositeur et pianiste allemand (° 28 novembre 1784).
- 22 janvier : Grégoire Jagot, homme politique révolutionnaire français (° 21 mai 1750).

- 5 février : Philippe Libon, violoniste virtuose et compositeur français d'origine espagnole (° 17 août 1775).
- 28 février : Charles Thévenin, peintre néoclassique français (° 12 juillet 1764).

- 2 mars :
  - Johann Christian Ludwig Abeille, pianiste et compositeur allemand (° 20 février 1761).
  - Victor Rifaut, musicien et compositeur français (° 11 janvier 1799).
- 5 mars : Charles Boulanger de Boisfrémont, peintre français (° 25 juin 1773).
- 12 mars : Louis-François-Sébastien Fauvel, peintre, diplomate et archéologue français (° 4 septembre 1753).
- 15 mars : Pierre Corneille Van Géel, prêtre catholique romain du sud des Pays-Bas, botaniste et lithographe (° 12 octobre 1796).
- 26 mars :
  - Jean-Baptiste Grenier, homme politique français, député du tiers état de la sénéchaussée de Riom aux États généraux (° 21 avril 1753).
  - Charles Éléonor Dufriche-Valazé, général français (° 23 janvier 1751).
- 29 mars : Carlo Lasinio, graveur italien (° 10 février 1759).

- 6 avril : José Bonifácio de Andrada e Silva, homme d'État et franc-maçon brésilien (° 13 juin 1763).
- 14 avril :
  - Charles-Joseph Buquet, général français (° 4 juin 1776).
  - Rafael Pérez de Guzmán, matador espagnol (° 16 novembre 1803).

- 10 mai : José Aparicio, peintre espagnol (° 16 décembre 1773).
- 17 mai :
  - Charles-Maurice de Talleyrand-Périgord, homme d'État français (° 2 février 1754).
  - René Caillé, explorateur français (° 19 novembre 1799).

- 14 juin : Maximilian von Montgelas, homme d’État bavarois d’origine savoisienne (° 12 septembre 1759).
- 15 juin : Estanislao López, caudillo et chef militaire espagnol puis argentin (° 26 novembre 1786).

- 15 juillet : Jean-Baptiste Renoyal de Lescouble, diariste, colon et peintre français (° 17 janvier 1776).
- 26 juillet : Wilhelm Anton von Klewitz, homme politique prussien (° 1er août 1760).
- 28 juillet : Bernhard Henrik Crusell, clarinettiste et compositeur finlandais (° 15 octobre 1775).

- 21 août : Adelbert von Chamisso, poète et botaniste allemand (° 30 janvier 1781).
- 26 août : John Nicholl, député et juge gallois (° 16 mars 1759).

- 1er septembre : William Clark, explorateur américain (° 1er août 1770).
- 5 septembre : Charles Percier, architecte français (° 22 août 1764).

- 4 novembre : Louis-Claude Malbranche, peintre et lithographe français (° 3 septembre 1790).
- 9 novembre : Friedrich Carl Gröger, peintre et lithographe allemand (° 14 octobre 1766).
- 24 novembre : Giuseppe Mazzola,  peintre italien (° 5 décembre 1748).

- 10 décembre : Carl Friedrich von Beyme, ministre et conseiller d’État prussien (° 10 juillet 1765).
- 20 décembre : Hégésippe Moreau, écrivain, poète et journaliste français (° 8 avril 1810).